# Dicranomyia (Zelandoglochina) tenuipalpis
Dicranomyia (Zelandoglochina) tenuipalpis is een tweevleugelige uit de familie steltmuggen (Limoniidae). De soort komt voor in het Neotropisch gebied.